# Couffo (Fluss)
Der Couffo oder Kouffo ist ein Fluss in Togo und Benin.

## Verlauf
Der Fluss hat seine Quellen im Südosten Togos, an der Grenze zu Benin. Er fließt zunächst in südsüdöstliche Richtung und bildet dabei für ein Stück die Grenze zwischen den beiden Staaten. Etwa nach zwei Drittel seines Weges knickt er nach Südsüdwest ab. Kurz vor der Mündung durchfließt er den Ahémé-See. Sein Mündungsgewässer, der Ahoho, teilt sich schließlich mit dem Mono über einen Lagunenkomplex die Mündung in die Bucht von Benin und damit in den Atlantischen Ozean.

## Hydrometrie
Die Durchflussmenge des Couffo wurde an der hydrologischen Station Lanta bei knapp der Hälfte des Einzugsgebietes, über die Jahre 1961 bis 2000 gemittelt, gemessen (in m³/s; Werte aus Diagramm abgelesen).

## Mono-Couffo-Lagunen-Komplex
Der Mono als auch der Couffo münden in der Küstenlagune von Benin, die am Bouche du Roi ins Meer mündet. Im Westen verbindet der schmale M’baga-Kanal dies mit dem togoischen Lagunensystem, das am Passe d’Aného zum Meer hin offen ist. Dieses schmale, parallel zur Küste verlaufenden Gewässer kommuniziert mit zwei großen Brackseen, dem Ahémé-See und dem Togosee.
Die Lagunenöffnungen zum Meer waren, je nach Abfluss, geöffnet oder zum Teil sogar über Jahre geschlossen. Seit 1987 ist die Lagune am Bouche du Roi permanent geöffnet, wodurch sich ein stabiles Ökosystem einstellen konnte. Seither gibt es weniger Überschwemmungen. Der Salzgehalt in der Lagune beträgt in der Trockenzeit zwischen 10 und 25 g/l und sinkt selten unter 5 g/l.